# Martinien Tega
Martinien Tega (11 de desembre de 1981) és un ciclista camerunès. En el seu palmarès destaquen el campionat nacional en ruta i el Tour del Camerun de 2004.

## Palmarès
- 2003
  - Vencedor d'una etapa del Tour del Senegal
- 2004
  - Campió del Camerun en ruta
  - 1r al Tour del Camerun i vencedor d'una etapa
- 2006
  - Vencedor d'una etapa del Tour de l'est internacional
- 2007
  - Vencedor d'una etapa del Tour de l'est internacional
- 2008
  - Vencedor d'una etapa del Tour del Senegal
  - Vencedor d'una etapa del Tour del Camerun
- 2009
  - Vencedor d'una etapa del Tour del Camerun
  - Vencedor d'una etapa del Gran Premi Chantal Biya
- 2010
  - 1r al Gran Premi Chantal Biya i vencedor d'una etapa